# Maurizio Damilano
Maurizio Damilano (Scarnafigi, região do Piemonte, 6 de abril de 1957) é um antigo marchador italiano, que foi campeão olímpico nos Jogos de Moscovo em 1980.
Participou em mais três edições de Jogos Olímpicos, em 1984 (3º lugar - medalha de bronze), 1988 (novamente 3º lugar - medalha de bronze) e 1992 (4º lugar), sempre na prova de 20 quilómetros marcha. Ainda nesta prova, foi campeão europeu em 1986 e campeão do mundo em 1987 e 1991.
Foi campeão de Itália de 20 km marcha por 10 vezes (em 1978, 1980-1986, 1988 e 1992) e de 50 km marcha em 3 ocasiões (em 1985, 1986 e 1990).

## Recordes pessoais
- 10000 m marcha em pista: 39.41,95 m em 4 de outubro de 1992, em  Itália.
- 20000 m marcha em pista: 1:20.55,4 m em 4 de outubro de 1992, em Cuneo, Itália.
- 20 km marcha em estrada: 1:18.54 h em 6 de junho de 1992, em Corunha, Espanha.
- 30000 m marca em pista: 2:01:44.1 em 3 de outubro de 1992, em Cuneo, Itália.
- 50 km marcha em estrada: 3:46.51 h em 25 de março de 1990, em Pomigliano d'Arco, Itália.